# Анатомия страсти
«Анатомия страсти» (в дословном переводе «Анатомия Грей», англ. Grey's Anatomy) — американский телесериал, созданный Шондой Раймс. Премьера сериала состоялась 27 марта 2005 года на телеканале ABC.
В центре сюжета — жизнь интернов, врачей и прочего персонала больницы «Сиэтл Грейс» («англ. Seattle Grace Hospital», «SGH»), где разворачивается основное действие. Впрочем, на самом деле сериал снимается в Лос-Анджелесе, штат Калифорния.
Популярность сериала привела к запуску спин-оффа под названием «Частная практика», в центре сюжета которого находится доктор Эддисон Монтгомери (Кейт Уолш), премьера которого состоялась 27 сентября 2007 года. Прочая продукция включает в себя четыре альбома-саундтрека, а также видеоигру на основе сериала. Все сезоны были выпущены на DVD и Blu-Ray.
Сериал добился коммерческого успеха и благоприятных отзывов от критиков. Пилотный эпизод посмотрело 16,25 миллионов зрителей, а финал первого сезона достиг отметки в 22,22 миллиона. Второй и третий сезоны достигли ещё больших высот, со средней аудиторией сезона более 19 млн зрителей. Начиная с четвёртого сезона рейтинги сериала немного снизились, но всё ещё оставались достаточно высокими, чтобы он мог оставаться одной из самых популярных драм на телевидении. Сериал получил несколько десятков наград за время своей трансляции, особенно во втором и третьем сезонах. В 2006 году сериал выиграл премию «Золотой глобус» в категории «Лучший телевизионный сериал — драма», а в 2006 и 2007 годах был номинирован на «Эмми» в категории за «Лучший драматический сериал». Кроме того, «Анатомия страсти» завоевала множество наград в актёрских, сценарных, режиссёрских и технических категориях. В 2010 году сериал был на четвёртом месте в списке самых прибыльных телешоу, с доходом в размере $ 2,67 млн за полчаса эфирного времени. В 2013 году сериал вошёл в список «100 величайших телешоу всех времён по версии журнала Entertainment Weekly».
22 марта 2018 года состоялась премьера второго спин-оффа сериала под названием «Пожарная часть 19».
Премьера 20-го сезона состоялась на американском телеканале ABC 14 марта 2024 года.

## Производство

### Концепция и история трансляции

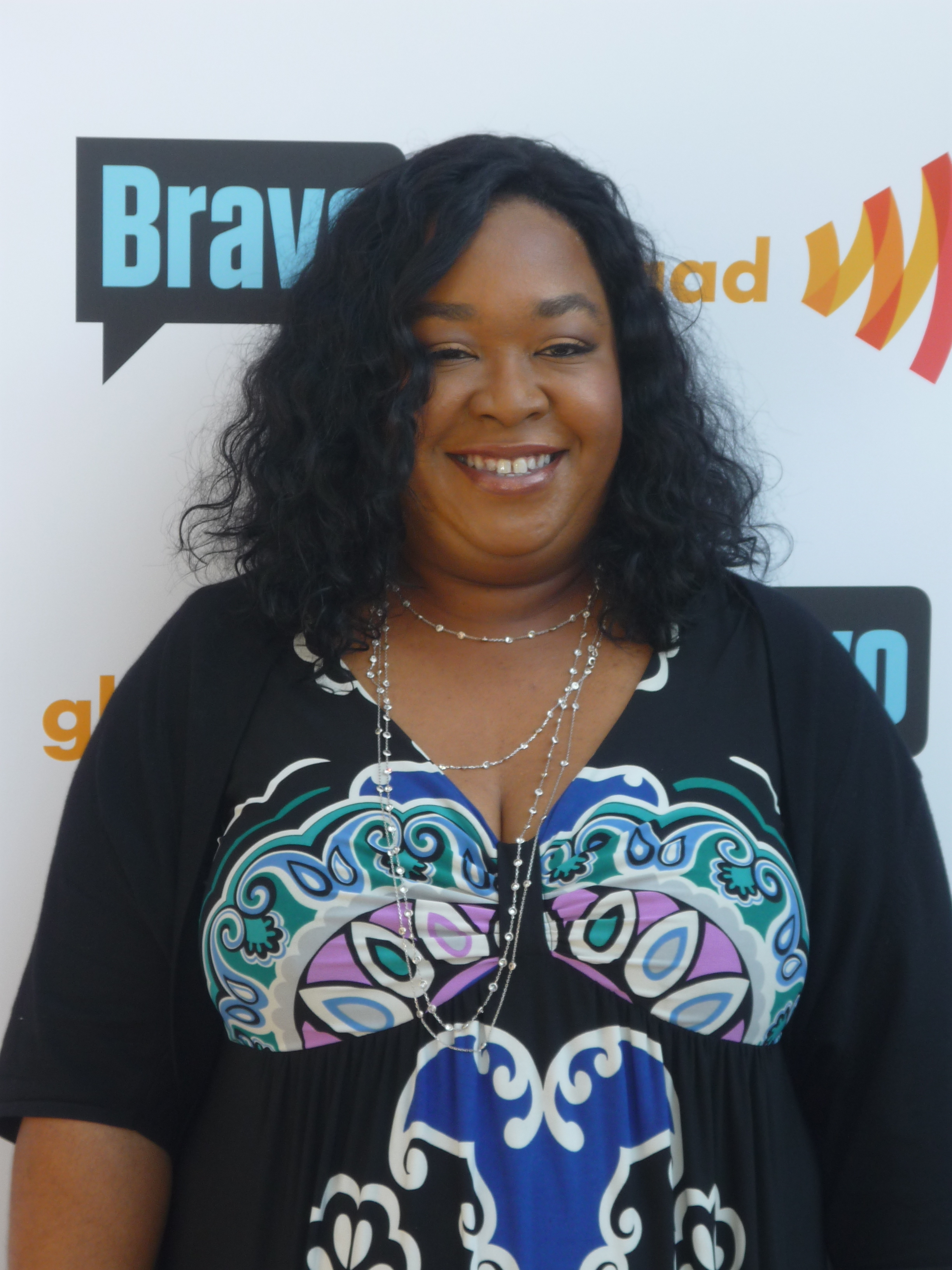
Шонда Раймс старалась сделать шоу с сильными женщинами на первом плане

Создательница сериала Шонда Раймс, разрабатывая проект, хотела сделать такое шоу, которое будет интересно ей самой. Основной её целью было создание шоу об умных женщинах, которые конкурируют между собой. Название Grey’s Anatomy было задумано как игра слов из названия известного учебника Генри Грея «Анатомия Грея» (англ. Gray's Anatomy) и фамилии главной героини Мередит Грей. За месяц до премьеры продюсеры хотели сменить название шоу на «Осложнения», но в итоге от этой идеи отказались.
Проект был заказан каналом ABC в мае 2004 года в качестве замены в середине сезона для юридической драмы «Юристы Бостона» весной 2005 года. Основной целью было привлечь к экранам женскую аудиторию, благодаря сильным персонажам. По словам Раймс в период разработки шоу на телевидении не было многогранных женских персонажей, в основном встречались либо жёны, подруги, или же стервы-антагонистки.
Премьера проекта состоялась 27 марта 2005 года, в 10 вечера, сразу после очередного эпизода сериала «Отчаянные домохозяйки». Рейтинги первого сезона были неизменно высокими, сериал обходил своих конкурентов в 10 вечера более чем на 7 млн зрителей. Второй сезон также выходил по воскресеньям в паре с «Отчаянными домохозяйками», а в третьем переехал на 9 вечера четверга. В настоящее время сериал выходит в синдикации на женском кабельном канале Lifetime.

### Кастинг
Раймс задумывала проект в качестве отпора расизму на телевидении. Продюсеры использовали технику «слепого кастинга» на главные роли, что привело к этническому разнообразию в актёрском ансамбле. Как позже сказала Шонда Раймс, персонажи изначально были придуманы без расовых отличий, а обзавелись ими уже когда прошёл кастинг и были отобраны актёры на ту или иную роль. Единственным героем с расовым описанием была Миранда Бейли, сыгранная впоследствии темнокожей актрисой Чандрой Уилсон. Раймс изначально представляла Бейли как эффектную миниатюрную блондинку с вьющимися волосами, однако когда на пробы пришла Уилсон, она изменила своё представление о персонаже и отдала роль актрисе.
Кастинг начался с поиска актрисы на роль Мередит Грей, заглавного персонажа проекта. Раймс позже заявляла, что ей было крайне сложно подобрать актрису на эту роль, и она представляла Мередит похожей на главную героиню фильма «Миля лунного света». В фильме снималась сравнительно начинающая свою карьеру актриса Эллен Помпео и в итоге она и стала исполнительницей роли Мередит в сериале. Следом канадская актриса корейского происхождения Сандра О получила роль Кристины Янг, хотя первоначально пробовалась играть Бейли. Ряд актёров пробовались на роль Дерека Шеппарда, но в итоге она досталась Патрику Демпси. Джеймс Пикенс-младший следом получил роль Ричарда Веббера, Кэтрин Хайгл — Иззи Стивенс, а Исайя Вашингтон — Престона Бёрка. Хайгл хотела перекрасить свои волосы в тёмный цвет для придания более серьёзного вида персонажу, однако в итоге осталась блондинкой, после рекомендации продюсеров. Вашингтон изначально пробовался играть Дерека и получил роль Престона, когда предыдущий актёр отказался от неё. Последним актёром, получившим роль в первом сезоне, стал Джастин Чэмберс в роли Алекса Карева, присоединившийся к проекту уже в конце лета 2004 года, спустя несколько месяцев после съёмок пилотного эпизода и заказа сериала.

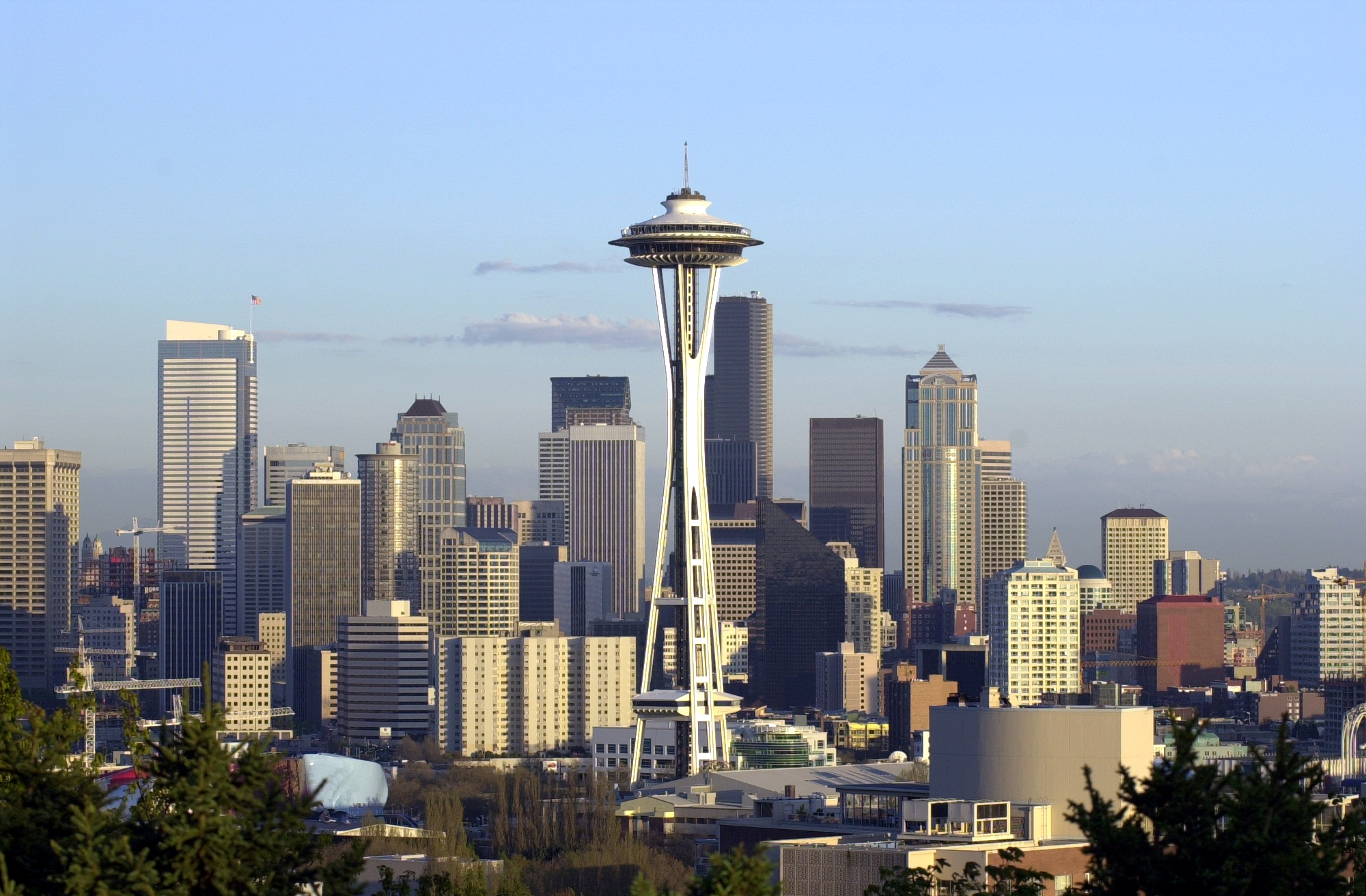
Сиэтл стал основным местом действия в сериале

### Съёмки
Хотя сериал снимается в Лос-Анджелесе, в качестве здания больницы, где происходит основное действие сериала, используется здание медиакомпании Fisher Communications в Сиэтле. Также часто в кадр попадает недалеко расположенная башня «Спейс Нидл», самая узнаваемая достопримечательность на северо-западе тихоокеанского побережья США и символ города Сиэтл, монорельс Сиэтла и другие достопримечательности города. Раймс изначально планировала, чтобы действие в сериале происходило в её родном Чикаго, но в итоге решила остановиться на Сиэтле, во избежание сравнений со «Скорой помощью».
Производственная студия ShondaLand при участии компании Марка Гордона и ABC Studios занимаются съёмками сериала. Раймс, Бетси Бирс, Криста Вернофф, Марк Гордон, Роб Корн и Марк Уэлднг на протяжении периода трансляции занимают места исполнительных продюсеров, а Раймс тем временем является наиболее регулярно работающим сценаристом эпизодов. Актёры Чандра Уилсон и Кевин Маккидд, а также Дебби Аллен неоднократно выступали в качестве режиссёров эпизодов сериала. Большинство сцен сняты с использованием приёма Walk and talk, ранее используемого в драмах «Сент-Элсвер», «Скорая помощь» и «Западное крыло».
В производстве сериала принимал участие ряд профессиональных врачей, которые выступали консультантами по медицинской части. К написанию сценария для пилотного эпизода Шонда Раймс привлекла доктора Карен Пайк, из Community Hospital of Los Gatos. Пайк участвовала в производстве последующих эпизодов. Медсестра Линда Клейн, которая также выступала консультантом, однажды сказала: «Самое важное для меня — убедиться, что актёры в кадре выглядят как настоящие врачи, потому что они отражение меня, а если они не правдоподобны, я им на это указываю». Также в производстве некоторых эпизодов принимал участие известный нейрохирург Аллан Гамильтон.

### Саундтрек
Главной музыкальной темой является песня «Cosy in the Rocket» британского артиста Psapp. Она также входит в первый альбом-саундтрек Grey’s Anatomy Original Soundtrack:Volume 1, выпущенный 27 сентября 2005 года на лейбле «Hollywood Records». Список песен из каждого эпизода можно найти на официальном сайте канала ABC. На данный момент было выпущено четыре альбома: Grey’s Anatomy Original Soundtrack:Volume 1, Grey’s Anatomy Original Soundtrack:Volume 2, Grey’s Anatomy Original Soundtrack:Volume 3 и последний на данный момент, Grey’s Anatomy: The Music Event, выпущенный 31 марта 2011 года.
Марк Кимсон из The Guardian однажды высказал мысль, что Grey’s Anatomy сильно влияет на музыкальный мир. В пилотном эпизоде использовалась песня группы Битлз «A Hard Day’s Night», между тем Эмилиана Торрини специально написала песню для сериала, а другие артисты, такие как Тейлор Свифт и вовсе дали сериалу эксклюзивные права на первое использование своей музыки в эпизодах. Продажи альбома How to Save a Life группы The Fray выросли почти на 300 % после того как их песни прозвучали в одном из эпизодов сериала, в то время как цифровые продажи альбома Trouble Is a Friend певицы Lenka также выросли после размещения одной из песен в шоу. Британская группа Snow Patrol достигла популярности в США после того как их сингл «Chasing Cars» был использован в финале второго сезона, вскоре после чего он достиг пятой строчки в главном музыкальном чарте страны Billboard Hot 100.

#### Song Beneath the Song

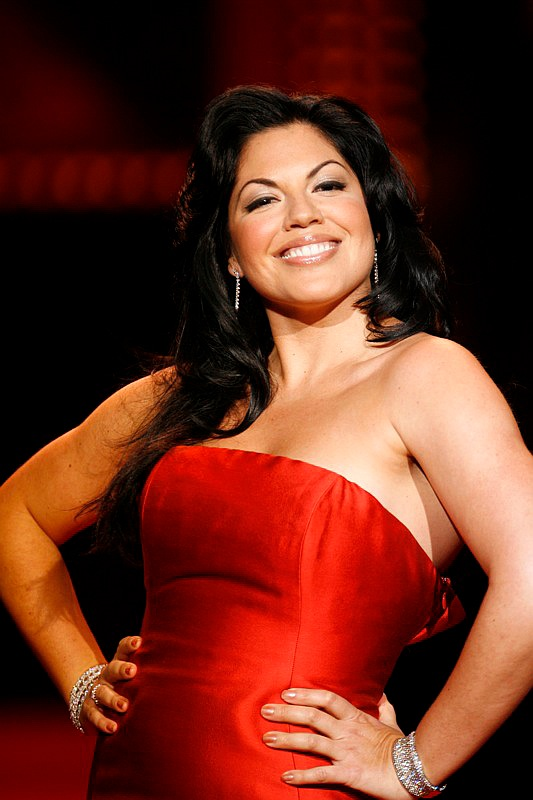
Сара Рамирес выступила ведущей вокалисткой в эпизоде

Song Beneath the Song стал восемнадцатым эпизодом седьмого сезона сериала, который был показан 31 марта 2011 года. Это первый специальный музыкальный эпизод, в котором актёры исполняют кавер-версии на песни, ранее использованные в сериале.
Сценарий был написан Шондой Раймс в ноябре 2010 года. Сюжет фокусировался на Келли Торрес (Сара Рамирес), и задумывался с целью того, чтобы помочь Рамирес начать карьеру певицы, которая одновременно с выходом эпизода выпустила свой дебютный EP.
Сара Рамирес, которая также является певицей и лауреатом театральной премии «Тони» за работу в мюзикле, выступила ведущим вокалистом и главным героем сюжетной линии в эпизоде. Она исполнила заглавную тему сериала «Cosy in the Rocket» и песню группы The Fray «How to Save a Life». Вместе с Маккиддом, Уилсон, Ли, Санжата, Фоули, Помпео, Чэмберсом, Рэйвер и Кэпшоу, Рамирес исполнила «Running on Sunshine» Хесуса Джексона Рамирес а также Маккидд и Уилсон исполнили хит группы Snow Patrol «Chasing Cars».. Рамирес также сольно исполнила песню Брэнди Карлайл «The Story», которая прозвучала в финале эпизода. «The Story» также включена в дебютный EP Рамирес, выпущенный за четыре дня до премьеры эпизода.
Эпизод привлёк 13,09 млн американских зрителей, и демографический рейтинг составил 4,9/13 в категории 18-49. После подсчёта просмотров на DVR общее число зрителей выросло до 16 млн, а демо-рейтинг до 6,3, что делает эпизод-событие самым успешным эпизодом драматического сериала года.
Альбом с песнями из эпизода, названный Grey’s Anatomy: The Music Event был выпущен 31 марта 2011 года, и достиг 24 места в чарте Billboard 200, 2 в чарте саундтреков, а также 5 в чарте независимых альбомов. «The Story» достиг 69 строчки в Billboard Hot 100, и 72 в «Canadian Hot 100»..

## Актёры и персонажи

### Основной состав

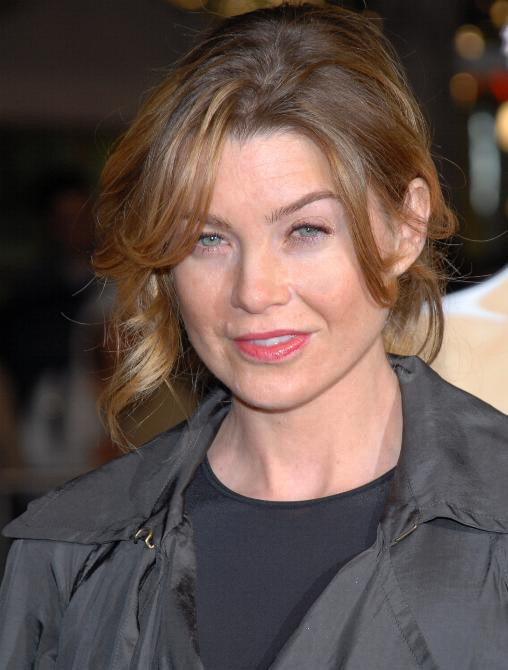
Эллен Помпео исполнила роль Мередит Грей

Сериал фокусируется на группе интернов, их наставников в профессиональной и личной жизни, а также на различных врачах больницы. В первом сезоне было пять центральных персонажей-стажеров: Мередит Грей (Эллен Помпео), Алекс Карев (Джастин Чэмберс), Иззи Стивенс (Кэтрин Хайгл), Джордж О’Мэйли (Т. Р. Найт) и Кристина Янг (Сандра О). Сандра О изначально пробовалась на роль Бейли. Их наставником изначально была Миранда Бейли (Чандра Уилсон), которая была сначала ординатором, потом старшим ординатором, а затем стала заведующей отделением общей хирургии больницы «Сиэтл Грейс». Отделение хирургии находится в ведении главного врача Ричарда Веббера (Джеймс Пикенс-младший), у которого ранее были отношения с матерью Мередит, Эллис Грей (Кейт Бертон). В подчинении Веббера находятся два лечащих врача: Дерек Шепард (Патрик Демпси), и Престон Бёрк (Исайа Вашингтон), специализирующееся в нейрохирургии и кардиохирургии соответственно. У Шеппарда начинаются отношения с Мередит Грей, а у Бёрка с Кристиной Янг.

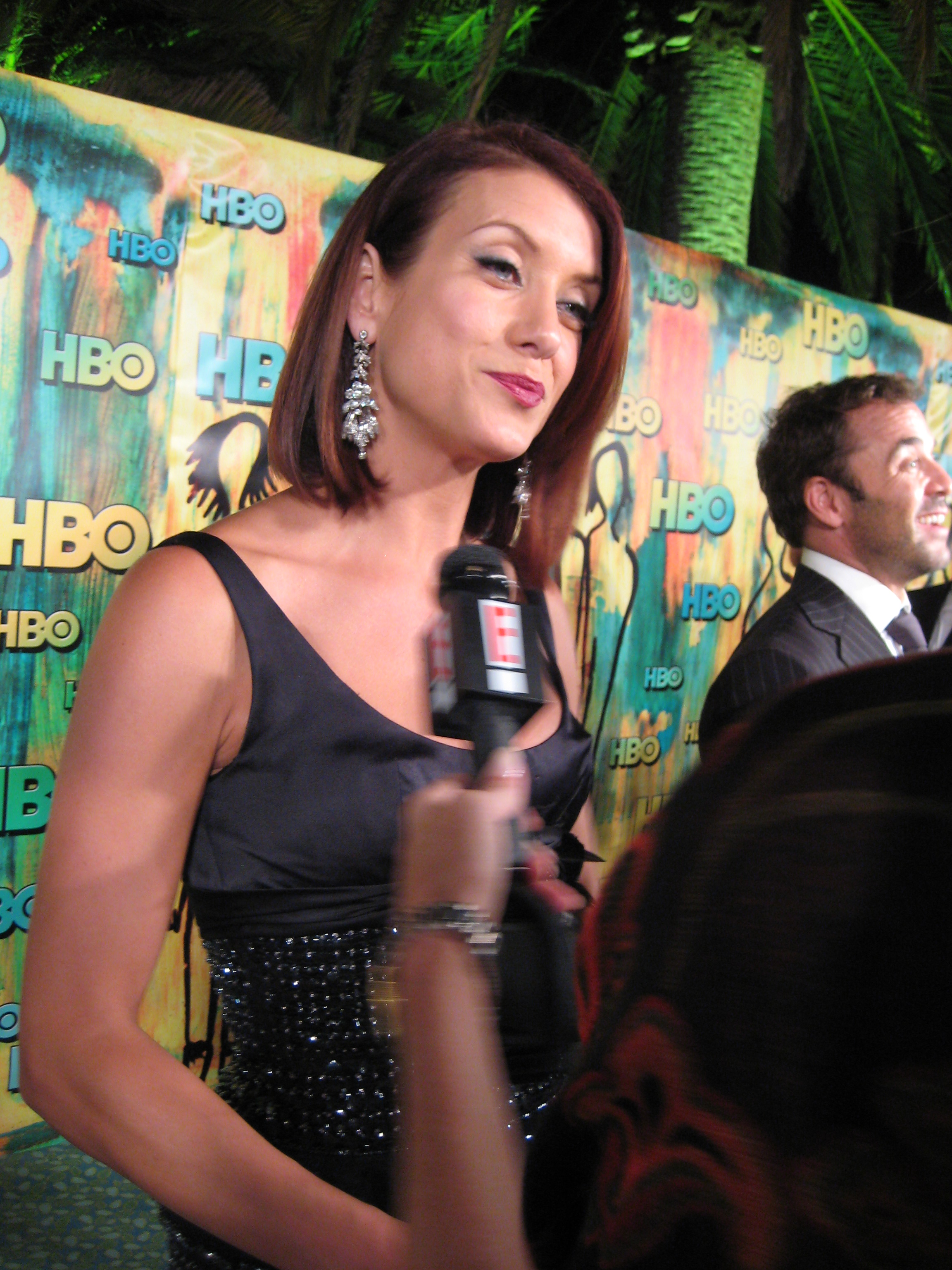
Кейт Уолш исполнила роль Эддисон Монтгомери

В начале второго сезона в шоу вводится несколько новых постоянных персонажей: Акушер-гинеколог, а также детский хирург Эддисон Монтгомери (Кейт Уолш), пластический хирург из Нью-Йорка Марк Слоан (Эрик Дэйн) и хирург-ортопед Келли Торрес (Сара Рамирес). Эддисон — жена Шеппарда, которая возвращается в Сиэтл, чтобы помириться с ним. Слоан является бывшим лучшим другом Шеппарда, который помог в распаде их брака с Монтгомери, когда завёл с ней роман. Торрес задумывалась как потенциальный любовный интерес для О’Мэйли, за которого она позже вышла замуж, но в конечном счёте развелась. Эддисон выписывается из сериала в третьем сезоне, и Кейт Уолш продолжает играть свою роль в спин-оффе под названием «Частная практика», однако периодически возвращается в шоу как приглашённая звезда. В предпоследнем эпизоде третьего сезона появляется новый персонаж, Лекси Грей (Кайлер Ли), сестра Мередит Грей, которая неожиданно решает пройти стажировку в «Сиэтл Грейс», после смерти её матери. В финале третьего сезона сериал покидает Исайя Вашингтон, исполняющий роль доктора Бёрка. Он бросает Янг у алтаря, и уезжает, напоследок прихватив все вещи, которые их связывали, из их общей квартиры.

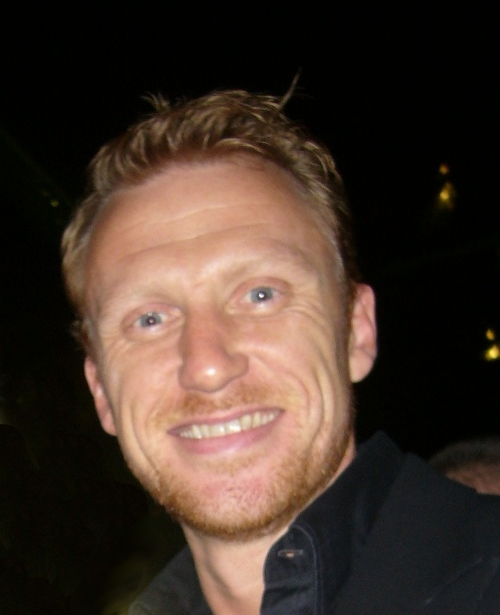
Кевин МакКидд исполнил роль Оуэна Ханта

В начале четвёртого сезона в основной актёрский состав зачисляется персонаж, гомосексуальный кардиохирург Эрика Хан (Брук Смит). Хан была повторяющимся персонажем во втором и третьем сезонах шоу. Персонаж был охарактеризован как высокопрофессиональный врач, которого можно отнести к трудоголикам. Хан была выведена из шоу в седьмом эпизоде пятого сезона. В то же время появляется два новых постоянных персонажа: врач по травмам Оуэн Хант (Кевин МакКидд) и детский хирург лесбиянка Аризона Роббинс (Джессика Кэпшоу). У Оуэна завязались романтические отношения с Янг, а у Роббинс с Келли Торрес. В пятом сезоне появился новый повторяющийся персонаж Сэди Харрис (Мелисса Джордж), у которой когда то были дружеские отношения с Мередит. Хотя планировалось что Харрис впоследствии станет регулярным постоянным героем, персонаж вскоре был выписан из сюжета, а контракт с актрисой не был продлён.
В первом эпизоде шестого сезона умирает Джордж О’Мэйли, а Иззи Стивенс оправляется после их разрыва с Алексом Каревым. В то же время появляется новый персонаж, кардиохирург Тедди Альтман (Ким Рейвер), которая ранее служила армейским врачом во время Иракской войны. В шестом сезоне также вводятся несколько заметных повторяющихся персонажей, интерны Рид Адамсон (Нора Зехетнер), Джексон Эйвери (Джесси Уильямс), Эйприл Кэпнер (Сара Дрю) и Чарльз Перси (Роберт Бейкер). Кроме того в сезоне был введён анестезиолог Бен Уоррен (Джейсон Джордж), у которого был краткосрочный роман с Мирандой Бейли. В финале шестого сезона сериал покинули актёры Бейкер и Зехетнер, когда их персонажи были убиты во время перестрелки в больнице, и только Дрю и Уильямс были повышены до основного актёрского ансамбля, начиная с седьмого сезона. В финале восьмого сезона сериал покинули Ким Рейвер и Кайлер Ли. На вопрос, будут ли ещё в будущем новые главные персонажи, создатель и продюсер сериала Шонда Раймс, ответила, что ансамбль и так уже слишком большой, и ввод новых героев пока не планируется. Вплоть до десятого сезона Раймс не увеличивала основной состав. В десятом сезоне она, однако, повысила сразу четырёх актёров до регулярного состава. Ими стали Камилла Ладдингтон (Джо Уилсон), Гай Чарльз (Шейн Росс), Джеррика Хинтон (Стефани Эдвардс) и Тесса Феррер (Ли Мёрфи), игравшие второстепенных интернов в девятом сезоне. В одиннадцатом сезоне Катерина Скорсоне присоединилась к шоу в регулярном статусе, повторяя свою роль Амелии Шеперд, сестры Дерека, которая ранее была задействована в «Частной практике». В ходе трансляции сезона, Келли Маккрири, играющая сводную сестру Мередит, также была повышена до регулярного состава. В двенадцатом сезоне, после пяти лет в периодическом статусе, Джейсон Джордж (играющий мужа Бейли, Бена Уоррена) был повышен до основного состава. Мартин Хендерсон тем временем присоединился в роли нового хирурга. Позже в двенадцатом сезоне Джакомо Джианниотти, дебютировавший в финале одиннадцатого сезона в роли интерна Эндрю Делука, был повышен до основного состава.

### Потери в актёрском составе
В процессе съёмок сериала несколько актёров из основного состава покидали сериал по разными причинам, первым из них стал Исайя Вашингтон. В октябре 2006 года Вашингтон якобы оскорбил Т. Р. Найта по поводу его сексуальной ориентации на съёмках во время спора с Демпси. После этого под давлением со стороны средств массовой информации Найт совершил каминг-аут. Позже Альянс геев и лесбиянок против диффамации потребовал, чтобы Вашингтон извинился перед Найтом. Ситуация обострилась на красной ковровой дорожке вручения премии «Золотой глобус» в январе 2007 года, когда Вашингтон в шутку сказал: «Я люблю геев. Я хотел быть геем. Пожалуйста, дайте мне стать геем». 7 июня 2007 года руководство ABC объявило, что они решили не продлевать контракт с Вашингтоном. Позже он сказал, что хотел бы снова появиться в сериале, если бы руководство ABC предложило ему это.
3 ноября 2008 года Entertainment Weekly со ссылкой на Майкла Озиелло сообщили, что Эрика Хан, сыгранная Брук Смит, будет выведена из сериала. Продюсер сериала позже объяснила своё решение об увольнении тем, что продюсеры «не смогли создать достаточно яркого персонажа, которого играла Смит, чтобы оставить его в долгосрочной перспективе». Журналист E! Online, Кристин Дос Сантос, заявила, что увольнение Смит это попытка сократить гей-часть в сериале. Брук Смит в интервью Озиелло заявила: «Я была очень взволнована, когда мне сказали, что у Эрики и Торрес будут отношения, и я надеялась, что мы будем снимать то, что происходит, когда две женщины влюбляются и что это будет показано также как отношения любой гетеросексуальной пары на телеэкране. Итак, я была удивлена и разочарована, когда они просто вдруг сказали мне, что сценаристы не могут продолжать писать сюжетные линии для меня…, и это было очень неожиданно».
27 мая 2009 года E! Online сообщил, что Т. Р. Найт не вернётся со своим персонажем в шестом сезоне. По словам актёра, его уход был связан с отсутствием заметных сюжетных линий в сериале, и он просил освобождения от контрактных обязательств ещё в декабре 2008 года. Сначала были слухи, что роль будет исполнять другой актёр, но New York Daily News вскоре опровергла это предположение, заявив, что «Доктор О’Мэлли мёртв». Райамс говорила, что малое экранное время во время пятого сезона было преднамеренным, чтобы шокировать зрителя в финале сезона, а также похвалила Найта, назвав его «невероятно талантливым актёром». 17 июня 2009 года было подтверждено, что Найт был официально освобождён от контрактных обязательств.
11 марта 2010 года Entertainment Weekly сообщил, что Кэтрин Хайгл не появилась на съёмочной площадке по личным обстоятельствам. Позже было объявлено, что она не появится в сериале; это означало, что эпизод от 21 января 2010 года стал последним с её участием. 24 марта 2010 года актриса официально объявила о своём уходе. Она сказала, что её уход не был вызван улучшением карьеры в кино, а был вызван желанием уделять больше времени своей семье.
В 2012 году сразу три актёра покинули сериал. Кайлер Ли, исполнявшая роль Лекси Грей, покинула сериал в финале восьмого сезона. Её героиня была убита в авиакатастрофе. Шонда Раймс позже прокомментировала убийство персонажа так: «Я люблю Кайлер и Лекси Грей, она была важной частью сериала и её убийство было не простым решением, но это было нашим общим решением с Кайлер. Кайлер, тем не менее, останется частью Shondaland и я планирую работать с ней в будущем». Одновременно из сериала была выведена Тедди Альтман в исполнении Ким Рейвер, когда она приняла решение вновь вернуться в армию США. На следующий день после выхода эпизода Шонда Раймс заявила, что уход из сериала был решением самой Рэйвер. «Я знаю, что финал этого сезона приготовил несколько сюрпризов для зрителя, и уход Ким Рейвер был одним из главных. Мне было очень приятно работать с таким человеком как Ким, и каждый член съёмочной группы будет скучать по ней», — говорит Шонда. Позже Рэйвер написала в своём Twitter: «Участие в сериале было одним из лучших периодов в моей карьере и я благодарна Шонде за работу в таком удивительном ансамблевом шоу».
Осенью 2012 года Эрик Дэйн покинул сериал после шести лет участия в нём. Уход Дэйна произошёл сразу после Ли и Рэйвер и его герой умер от травм, полученных в результате крушения самолёта в восьмом сезоне. Актёр остался благодарен Шонде Раймс, которая в 2005 году помогла начать ему карьеру, дав роль в шоу, и назвал участие в сериале важнейшим этапом в жизни.
В 2014 году Сандра О решила покинуть сериал после десяти сезонов, объявив об уходе в августе 2013 года. Между тем Гай Чарльз и Тесса Феррер, повышенные до основного состава в десятом сезоне, были уволены, так как продюсеры не стали продлевать их контракты на одиннадцатый сезон.
В апреле 2015 года, после одиннадцати сезонов, по собственному желанию сериал покинул Патрик Демпси. Его персонаж погиб в эпизоде «How to Save a Life».
В мае 2016 года, после двенадцати сезонов, по собственному желанию сериал покинула Сара Рамирез, исполняющая роль Келли Торрес с 2006 года. Её персонаж переехал в Нью-Йорк.
В мае 2017 года, после пяти сезонов, по собственному желанию сериал покинула Джеррика Хинтон, исполнявшая роль Стефани Эдвардс. Её персонаж захотел уйти из медицины и путешествовать, после событий произошедших в финале сезона.
В мае 2018 года, продюсеры уволили Джессику Кэпшоу и Сару Дрю.
В январе 2020 года, стало известно, что Джастин Чэмберс покидает сериал по собственному желанию, после шестнадцати сезонов.

## Обзор сезонов

### Первый сезон
Трансляция первого сезона началась 27 марта 2005 года, а финал сезона был показан 22 мая 2005 года. В первом сезоне планировалось показать 14 эпизодов, но в итоге телеканал решил сократить их количество до девяти, а остальные были показаны как часть второго сезона. Сюжет сезона и сериала начинается с того, как Мередит Грей поступает на стажировку в больницу «Сиэтл Грейс», и последующие несколько эпизодов в первую очередь фокусируются на первых неделях работы стажёров под наставничеством Бэйли, начавшихся отношениях Мередит с
Дереком Шепардом и проблемах её матери Элис, у которой болезнь Альцгеймера. Также значительное внимание в первом сезоне уделяется соперничеству Шеппарда и Бёрка, отношениям Бёрка с Янг и попыткам Стивенс быть признанной как профессиональный врач, желая скрыть своё прошлое. Сезон заканчивается прибытием бывшей жены Шеппарда — Эддисон Монтгомери.

### Второй сезон
Второй сезон транслировался с 25 сентября 2005 года по 15 мая 2006 года. Сезон состоял из 27 эпизодов, включая в себя пять эпизодов перенесённых с первого сезона. Эпизод «Bring The Pain» изначально был задуман как финал первого сезона стал пятым второго сезона. Сюжет сезона был сосредоточен на отношениях Грей с Шепардом, которые резко закончились, когда вернулась Эддисон Монтгомери, и Мередит узнала, что Дерек женат. Вскоре Шепард разводится с Монтгомери, а между тем Стивенс и Карев заводят роман, который заканчивается когда Стивенс влюбляется в своего пациента Дэнни Дукетта (Джеффри Дин Морган). Бейли ждёт ребёнка, и её коллеги невольно начинают узнавать больше о её личной жизни. Сезон заканчивается смертью Дэнни, когда у того начинаются осложнения после операции на сердце, и последующем уходе с работы Иззи.

### Третий сезон
Третий сезон стартовал в четверг 21 сентября 2006 и завершился 17 мая 2007 года. Включает в себя 25 эпизодов. Сюжет сезона в основном был сосредоточен на переживаниях Иззи из-за смерти Дэнни, её решению вернуться на работу, и тем, что за этим последовало. Брак О’Мэлли и Торрес, выбор Мередит между Дереком и её новым другом Финном, последствия огнестрельных травм Бёрка и выбор новой главы отделения хирургии также были ключевыми сюжетными линиями сезона. Ближе к финалу у О’Мэлли и Стивенс начался роман, Бёрк передумал вступать в брак с Янг, Веббер остался на посту главного врача, Торрес была назначена главным ординатором, а О’Мэлли узнал что он не смог сдать экзамен стажёра. В финале сезона сериал покидает доктор Эддисон Монтгоммери и отправляется в Лос-Анджелес чтобы начать новую жизнь, которая демонстрируется в спин-оффе «Частная практика».

### Четвёртый сезон
Трансляция четвёртого сезона началась 27 сентября 2007 года. Сезон состоит из 17 эпизодов. Доктор Хан заменила Бёрка на посту главы отделения кардиохирургии. Лекси Грей, сводная младшая сестра Мередит, становится интерном в больнице. Сезон сосредоточен на разводе О’Мэлли с Торрес, определении Торрес своей сексуальной ориентации, сложных отношениях Мередит и Дерека, разводе Бэйли и на новых интернах. Сезон также включает в себя ряд приглашённых звёзд, таких как Дайан Кэрролл, Сет Грин, Элизабет Ризер, Эми Мэдиган, Дебра Монк, а Кейт Уолш вернулась к своей роли Эддисон Монтгоммери в одном из эпизодов.

### Пятый сезон
Трансляция пятого сезона началась 25 сентября 2008 года. В основной актёрский ансамбль были введены прибывший из Ирака врач-травматолог Оуэн Хант (Кевин МакКидд), и Сэди Харрис (Мелисса Джордж), давняя подруга Мередит. 3 ноября 2008 года было объявлено, что Эрика Хан (Брук Смит) была выписана из шоу. До того как Хан была выписана, было объявлено, что в нескольких эпизодах появится новый персонаж, доктор Вирджиния Диксон (Мэри Макдоннелл), кардиохирург с синдромом Аспергера. 26 февраля 2009 года «Entertainment Weekly» сообщил, что Джессика Кэпшоу подписала контракт с ABC, по которому она будет играть роль детского хирурга Аризоны Роббинс. Кэпшоу появилась в весенних эпизодах сезона, а с шестого сезона вошла в основной актёрский состав на постоянной основе. Приглашёнными звёздами в сезоне были Фэй Данауэй, Бернадетт Питерс, Тайн Дейли, Кэти Бейкер, Гектор Элизондо, Эрик Штольц и Джеффри Дин Морган. Среди заметных сюжетных линий можно выделить отношения между Слоаном и Лекси, рак Иззи Стивенс, вследствие которого в галлюцинациях к ней приходил Денни. В больнице проводится уникальная операция по одновременной пересадке органов нескольким пациентам. Ординаторам впервые доверят самостоятельно выполнить операцию. Дерек решает сделать Мередит предложение, но прежде ему предстоит тяжёлый этап в жизни и карьере. Сезон заканчивается борьбой за жизнь неизвестного пациента, бросившегося под автобус, чтобы спасти девушку. Все объединяются для его спасения, а Мередит узнаёт ужасную правду, что этот неизвестный и есть О’Мэлли.

### Шестой сезон
Первый эпизод шестого сезона вышел в эфир в четверг, 24 сентября 2009 года. В первом эпизоде сезона завершается сюжетная линия О’Мэлли, и Т. Р. Найт покидает сериал. Между тем Кэпшоу становится регулярным актёром сериала. Сезон был примечателен тем, что появилось несколько новых персонажей: Адамсон (Нора Зехетнер), Эйвери (Джесси Уильямс), Кэпнер (Сара Дрю) и Перси (Роберт Бейкер). 12 ноября 2009 года Ким Рейвер, ранее игравшая главную роль в сериале телеканала NBC «Помадные джунгли», присоединилась к сериалу в качестве повторяющегося персонажа, кардиохирурга Тедди Альтман. 4 января 2010 года было объявлено что она была повышена до статуса регулярного актёра. Между тем, Хайгл покинула сериал во второй половине сезона. Её последнее появление было в 12 эпизоде сезона. Сюжет сезона был в первую очередь сосредоточен на смерти О’Мэлли, алкоголизме Веббера и последующем становлении Шеппарда временным начальником хирургии, а также распаде брака Стивенс с Каревым. В финале сезона больницу захватил муж скончавшейся в ней пациентки, который совершил массовое убийство нескольких врачей, по пути к своей цели — Лекси, Шеппарду, и Вебберу, которые занимались лечением его жены. Финал завершился клиффхэнгером, главной загадкой которого, выживут ли Карев и Шеппард, после того как в них были совершены выстрелы.

### Седьмой сезон
Первый эпизод седьмого сезона вышел в эфир 23 сентября 2010 года. Джесси Уильямс и Сара Дрю были зачислены в основной актёрский ансамбль шоу. Джеймс Таппер получил повторяющуюся роль доктора Перкинса, консультанта по травмам и потенциального любовного интереса для Тедди Альтман. Между тем Скотт Фоули исполнил роль Генри Бартона, смертельно больного пациента, за которого Альтман выходит замуж чтобы дать ему страховку. Кроме того Рэйчел Тейлор появилась в большей части сезона, играя роль доктора Люси Филд, акушера и перинатолога. Сезон включает в себя музыкальный эпизод-событие Song Beneath the Song, который вышел в эфир 31 марта 2011 года. В сезоне был ряд приглашённых звёзд, таких как Мэнди Мур, Нэнси Трэвис, Фрэнсис Конрой, Джейми Чон, Эмбер Бенсон, Дайан Фарр и Марина Сиртис. Главной сюжетной линией в начале сезона стало то, как герои сериала восстанавливались после массовых убийств в финале предыдущего сезона. Между тем у Альтман появилась личная жизнь, а Мередит и Дерек решают завести ребёнка, однако им это не удаётся, и они пытаются взять приёмного ребёнка, ближе к концу сезона. Веббер был восстановлен в должности начальника, Торрес после расставания с Аризоной занимается сексом с Марком, вследствие чего беременеет. Спустя некоторое время Келли мирится с Аризоной, но позже они попадают в страшную аварию, из-за которой Келли получает множественные травмы, но остаётся жива, и её ребёнок тоже. У жены Веббера — Адель, диагностируют болезнь Альцгеймера, а Кэпнер получает должность главного ординатора. Янг узнаёт, что беременна, но хочет сделать аборт, что не нравится Оуэну. Финал сезона заканчивается тем, что Карев случайно проговаривается про то что Мередит чуть не сорвала клинические исследования, и в ходе этого Веббер принимает решение уволить её.

### Восьмой сезон
Премьера восьмого сезона состоялась 22 сентября 2011 года. Сезон состоит из 24 эпизодов. После долгих раздумий о финале сериала, его создатель и продюсер Шонда Раймс заявила, что восьмой сезон не будет последним. Между тем Патрик Демпси, исполняющий роль доктора Дерека Шеппарда объявил, что покидает шоу в финале восьмого сезона. Позже однако он изменил своё мнение и подписал контракт ещё на два сезона вместе с другими актёрами шоу. Приглашёнными звёздами сезона стали Элфри Вудард, Мэрилу Хеннер, Дебби Аллен и т. д. Сезон в основном фокусировался на сюжетной линии Дерека и Мередит, пытающихся спасти свой брак и усыновить ребёнка, а также измене Оуэна Кристине. Финал сезона закончился клиффхэнгером, в котором погибла Лекси, а жизнь остальных была в опасности.

### Девятый сезон
11 мая 2012 года ABC официально продлил сериал на девятый сезон, премьера которого состоялась 27 сентября 2012 года.
Сюжет сфокусирован на беременности Мередит, отношениях Оуна и Кристины, их разводе и возобновлении отношений, а также на судьбе больницы, которую собирается выкупить Пегас и уволить всех врачей, а также нелёгким решением участников авиакатастрофы спасти больницу. Сиэтл Грейс переименована в «Мемориальная больница Грей-Слоан».

### Десятый сезон
10 мая 2013 года ABC официально продлил сериал на десятый сезон. Сезон будет разделён на две части, первые двенадцать эпизодов будут показаны до нового года, после чего сериал уйдёт на перерыв вплоть до 27 февраля 2014 года. «Анатомия страсти», наравне с четырьмя другими мыльными драмами канала («Нэшвилл», «Скандал», «Однажды в сказке» и «Месть»), переходит таким образом в телесезоне 2013-14 годов на новый формат вещания, из двух блоков, транслирующихся практически без перерывов.

### Одиннадцатый сезон
8 мая 2014 года ABC официально продлил сериал на одиннадцатый сезон. Премьера в США состоялась 25 сентября 2014 года.

### Двенадцатый сезон
7 мая 2015 года ABC официально продлил сериал на двенадцатый сезон.

### Тринадцатый сезон
3 марта 2016 года ABC официально продлил сериал на тринадцатый сезон.

### Четырнадцатый сезон
10 февраля 2017 года ABC официально продлил сериал на четырнадцатый сезон.

### Пятнадцатый сезон
20 апреля 2018 года ABC официально продлил сериал на пятнадцатый сезон.

### Шестнадцатый сезон
10 мая 2019 года ABC официально продлил сериал на шестнадцатый сезон.

### Семнадцатый сезон
10 мая 2019 года ABC официально продлил сериал на семнадцатый сезон. В нём больница начинает работу при пандемии.

## Реакция

### Отзывы критиков
Первый сезон был встречен в целом с благоприятными и нейтральными отзывами от большинства телевизионных критиков. До премьеры сериала критик из The Washington Post дал пилоту негативный отзыв, сказав что шоу напоминает ему «Скорую помощь», отметив что: «Сериал выглядит больше как коммерция, чем попытка придумать что-то свежее и новое.». Кейт Эйтор из New York Times посчитала что сериал представляет собой гибрид «Элли Макбил», «Секса в большом городе» и «Скорой помощи», и поэтому стала самой успешной драмой последних 12 лет, стартовавшей в середине сезона: «Когда мы изучаем рейтинги Grey’s Anatomy, мы видим реальное направление текущего сезона.., люди любят смотреть шоу с женщинами в главных ролях. Это идёт вразрез с общепринятой точкой зрения, которая диктует, что легче заставить женщин смотреть шоу, нацеленные на мужчин». Обозреватель из Film Freak Central, Уолтер Чев, сказал что шоу было настолько отвратительно одиозным, что оно просто не могло не стать самым популярным шоу страны. Кевин Карр из 7M Pictures описал шоу как нечто среднее между «Скорой помощью» и «Клиникой», благоприятно подчеркнув комедийную составляющую сериала.
Со стороны реального изображения работы больницы отзывы были смешанные. Так к примеру Associated Content, подразделение Yahoo!, дал крайне негативный отзыв, заявив, что шоу изобилует огромным количеством сексуальных и драматических сцен, из-за которых профессиональная работа врача часто выходит за общепринятые рамки. Критик также отметил, что в сериале создаётся впечатление, что работа медсестёр, которые присутствуют в сюжете, равняется нулю. Вместо этого дают ложное представление о том, что врачи делают всю работу по уходу за пациентами. Однако этот же критик похвалил работу основного актёрского ансамбля, а также приглашенных звезд. Врачи из Stanford School of Medicine в статье для Stanford Medicine Magazine с улыбкой прокомментировали демонстрируемую жизнь медицинского персонала в сериале. Так к примеру Сьюзан Миллер, доктор из Стэнфорда, сказала, что ей очень нравится шоу, потому что оно настолько не реальное, что она не чувствует во время его просмотра, что это её работа. Кэти Рейган, работающая в реанимации, посмеялась над персонажами, опаздывающими на работу, и ещё вдобавок успевающими пообедать в перерывах между операциями. «Так бывает только в сказках!», говорит она, однако признаёт себя фанатом сериала.

### Награды и номинации
Телесериал завоевал множество наград за время трансляции. В целом шоу 38 раз было номинировано на высшую телевизионную премию «Эмми», выиграв четырежды: в 2006 году в категории «Лучший кастинг в драматическом сериале», в 2007 году в Кэтрин Хайгл получила премию «Лучшую женскую роль второго плана в драматическом телесериале», в 2010 году за «Лучший грим» и в 2011 году Лоретта Дивайн получила премию в категории «Лучшая приглашенная актриса в драматическом телесериале» за роль Адель Веббер.
В 2005 году Сандра О выиграла премию «Золотой глобус» в категории «Лучшая женская роль второго плана — мини-сериал, телесериал или телефильм», а год спустя сериал был удостоен награды в категории «Лучший телевизионный сериал — драма». Сандра О в 2006 году выиграла «Премию Гильдии киноактёров США» в категории «за лучшую женскую роль в драматическом сериале», а год спустя Чандра Уилсон также получила награду в данной категории. В 2006 году сериал получил «Премию Гильдии киноактёров США за лучший актёрский ансамбль в драматическом сериале».
«Анатомия страсти» четырежды получала премию NAACP в категории «Лучший драматический телесериал», с 2006 по 2009 год. Чандра Уилсон выиграла четыре премии: за "Лучшую женскую роль второго плана " в 2007 и 2008, «Лучшую женскую роль» в 2009, и за лучшую режиссуру за эпизод «Give Peace a Chance» в 2010 году. Шонда Раймс выиграла четыре премии в категории «Лучший сценарий в драматическом сериале»: с 2007 по 2010 год. В 2006 году сериал был назван «Любимой драмой на ТВ» в рамках ежегодной премии «Выбор народа». Патрик Демпси получил премию «Любимый мужчина-звезда на ТВ» В 2006 и 2007 годах, а Хайгл получила премии «Любимая женщина-звезда на ТВ» в 2006 и «Лучшая актриса драмы на ТВ» в 2007 году. Уилсон в 2007 году также получила премию как «Лучшая актриса, крадущая сцены». В 2007 году Эллен Помпео получила «Спутник» в категории «Лучшая женская роль в драматическом сериале». В 2005 году сериал выиграл награду «Гильдии сценаристов Америки» в категории «Лучшее новое шоу».

### Телевизионные рейтинги
Самым просматриваемым эпизодом в истории сериала стал «It’s the End of the World». Шестнадцатый эпизод второго сезона вышел сразу после «Супербоула XL», и привлёк 38,1 млн зрителей.
| Сезон | Таймслот (EST)           | Премьера сезона  | Финал сезона | ТВ сезон  | Ранг | Зрители в США (млн) |
| ----- | ------------------------ | ---------------- | ------------ | --------- | ---- | ------------------- |
| 1     | Воскресенье 10:00 вечера | 27 марта 2005    | 22 мая 2005  | 2004-2005 | #9   | 18,46               |
| 2     | Воскресенье 10:00 вечера | 25 сентября 2005 | 15 мая 2006  | 2005-2006 | #5   | 19,84               |
| 3     | Четверг 9:00 вечера      | 21 сентября 2006 | 17 мая 2007  | 2006-2007 | #8   | 19,22               |
| 4     | Четверг 9:00 вечера      | 27 сентября 2007 | 22 мая 2008  | 2007-2008 | #10  | 15,92               |
| 5     | Четверг 9:00 вечера      | 25 сентября 2008 | 14 мая 2009  | 2008-2009 | #12  | 14,52               |
| 6     | Четверг 9:00 вечера      | 24 сентября 2009 | 20 мая 2010  | 2009-2010 | #17  | 13,25               |
| 7     | Четверг 9:00 вечера      | 23 сентября 2010 | 19 мая 2011  | 2010-2011 | #31  | 11,41               |
| 8     | Четверг 9:00 вечера      | 22 сентября 2011 | 17 мая 2012  | 2011-2012 | #34  | 10,92               |
| 9     | Четверг 9:00 вечера      | 27 сентября 2012 | 16 мая 2013  | 2012-2013 | #28  | 11,07               |
| 10    | Четверг 9:00 вечера      | 26 сентября 2013 | 15 мая 2014  | 2013-2014 | #15  | 12,12               |
| 11    | Четверг 8:00 вечера      | 25 сентября 2014 | 14 мая 2015  | 2014-2015 | #13  | 11,08               |
| 12    | Четверг 8:00 вечера      | 24 сентября 2015 | 19 мая 2016  | 2015-2016 | #21  | 11,21               |
| 13    | Четверг 8:00 вечера      | 22 сентября 2016 | 18 мая 2017  | 2016-2017 | TBA  | TBA                 |

## Продукция

### Спин-офф
21 февраля 2007 года The Wall Street Journal сообщил, что ABC разрабатывает спин-офф сериала, в центре которого будет персонаж Эддисон Монтгомери. 3 мая 2007 года, в рамках сериала, был показан встроенный двухчасовой пилотный эпизод для возможного спин-оффа. Кроме Кейт Уолш в основном актёрском ансамбле также были Эми Бреннеман, Пол Адельштейн, Тим Дейли, Тэй Диггз, Крис Лоуэлл и Меррин Данги. Встроенный пилот наблюдало более 21 млн зрителей, что на 2 млн больше средних показателей третьего сезона сериала «Анатомия страсти». 11 мая было объявлено что канал официально заказал съёмки первого сезона спин-оффа, и его трансляция началась осенью 2007 года. Первый сезон состоял всего из девяти эпизодов, что было связано с Забастовкой Гильдии сценаристов США, которые транслировались в девять вечера по средам.
«Пожарная часть 19» (англ. Station 19) — американский телесериал, созданный Стейси Макки. Сериал является вторым спин-оффом телесериала «Анатомия страсти». Премьера сериала состоялась 22 марта 2018 года. Встроенным пилотным эпизодом сериала послужил тринадцатый эпизод четырнадцатого сезона «Анатомии страсти».

### DVD
| DVD             | Дата релиза в США | Дата релиза в Великобритании | Эпизоды #  | Диски    | Дополнительная информация |
| --------------- | ----------------- | ---------------------------- | ---------- | -------- | --- |
| Первый сезон    | 14 февраля 2006   | 10 июля 2006                 | 9 (UK-14)  | 2 (UK-3) | Альтернативный вариант начальных титров, аудиокомментарии, расширенная версия пилотного эпизода и видео за кадром. |
| Второй сезон    | 12 сентября 2006  | 28 мая 2007                  | 27 (UK-22) | 6        | Короткометражный фильм «The Doctors Are In and The Softer Side» с доктором Бэйли, экскурсия на съёмках, удалённые сцены, аудиокомментарии, расширенные версии эпизодов Thanks for the Memories, It’s The End of the World, What Have I Done To Deserve This? и Losing My Religion. |
| Третий сезон    | 11 сентября 2007  | 15 сентября 2007             | 25         | 7        | Seriously Extended edition: Расширенное издание «Один на один с Эллен Помпео», бонус с Патриком Демпси, любимые сцены актёров и создателей и комментарии о эпизодах. |
| Четвёртый сезон | 9 сентября 2008   | 23 ноября 2009               | 17         | 5        | Расширенная версия эпизода «Forever Young», комментарии актёров об их любимых моментах в сезоне. |
| Пятый сезон     | 15 сентября 2009  | 23 августа 2010              | 24         | 7        | За кадром съёмок сотого эпизода, интервью с Кэтрин Хайгл, Джастином Чэмберсом, Джеффри Дином Морганом, а также расширенные эпизоды, вырезанные сцены и ляпы. |
| Шестой сезон    | 14 сентября 2010  | 6 декабря 2011               | 24         | 6        | Расширенный финал, 20 дополнительных минут к двухчасовому эпизоду, не показанные сцены, бонусные видео: «Season Six Outtakes», «Chandra Wilson: Anatomy Of A Talent», «Seattle Grace: On Call—6 Webisodes».                                                                        |
| Седьмой сезон   | 13 сентября 2011  | 28 мая 2012                  | 22         | 6        | Расширенная версия музыкального эпизода, актёры исполняют заглавную песню сериала «Doctors Unplugged.» Съёмки музыкального эпизода. |
| Восьмой сезон   |                   |                              |            |          | |

### Видеоигра
7 января 2009 года было объявлено о разработке видеоигры по мотивам сериала для Nintendo DS и PC. Grey’s Anatomy: The Video Game была выпущена 10 марта 2009 года и получила смешанные отзывы от критиков. Сайт Digital Something дал игре 2 из 10 возможных баллов. Российский журнал «Лучшие компьютерные игры» дал в целом благоприятный отзыв, среди достоинств отметив интригу в каждом эпизоде и желание двигаться дальше, качественную лицевую анимацию, запоминающийся стиль, приятную музыку и элементарное управление, а среди недостатков выделил быстро надоедающую нелинейность и формат мини-игры, а также общую невзрачность окружения и низкое разрешение.

### Адаптации
В мае 2009 года канал The CW объявил, что они планируют произвести реалити-шоу на основе сериала, но идея так и не была реализована. 26 апреля 2010 года состоялась премьера колумбийской адаптации шоу, под названием A Corazón Abierto. Премьера привлекла пятьдесят процентов от общей массы зрителей, смотревших телевизор в тот вечер.